# Landstraße
Landstraße ([ˈlantˌʃtʀaːsə]ⓘ) is het derde district van Wenen. Het is het enige district dat zowel binnen als buiten de Wiener Gürtel ligt. Landstraße werd in 1850 een deel van Wenen en herbergt enkele bezienswaardigheden zoals Slot Belvedere en het Wiener Arsenal.
De Oostenrijks-Amerikaans jazz-toetsenist en componist Joe Zawinul groeide hier op.

## Trivia
De Oostenrijkse kanselier Klemens von Metternich placht te zeggen, dat Azië begon in de Landstraße. In zijn gedachtewereld hield daar de beschaafde wereld op.